# ゴールデンナイター (ぎふチャン)
『ダイナミックナイター』は、岐阜放送ラジオが年度上半期（4月 - 9月）に行っているナイター中継のタイトルである。
タイトルは、『ダイナミックナイター』→『岐阜ラジオダイナミックナイター』（ぎふラジオダイナミックナイター）→『AM岐阜ラジオ ダイナミックナイター』（エイエムぎふラジオ ダイナミックナイター）→『ダイナミックナイター』→『ぎふチャン ダイナミックナイター』→『ゴールデンナイター』と変遷しており、2020年度に『ダイナミックナイター』と改題された。また、デーゲーム中継では『エキサイトスタジアム』という名称で放送されていた。
ぎふチャン公式サイトでは局名は入らず、タイトルのあとに西暦が入る（2020年度では「ダイナミックナイター2020」）が、radikoの番組表上や番組中のタイトルコールには「ぎふチャン ダイナミックナイター」と頭に局名が入る。

## 放送試合の特徴
岐阜放送は、東海地区民放ラジオ局で長らく唯一中日新聞社の資本がなかった（岐阜新聞子会社で競合関係にあることや、中日資本のCBCラジオ・東海ラジオ放送とサービスエリアの多くが重なることによる放送法の問題もある。他の民放各局はRadio NEO以外のFMと、中波全てに中日の資本が入る。特に経営破綻前の岐阜エフエム放送は岐阜新聞・中日新聞の共同出資だった）ために、中日ドラゴンズ戦のホームゲーム（ナゴヤドームなど）を放送する権利が長年なかった。なお、2015年3月31日現在では中日新聞社が岐阜放送の第5位株主となっているが、サービスエリアとの関係上放送権の制限は2017年まで変化していなかった。
そのため長年、アール・エフ・ラジオ日本（RF）が制作・配給する読売ジャイアンツ戦（ホームゲームのほぼ全試合とビジターゲームのうち中日、東京ヤクルトスワローズ戦以外の試合）を中心とした編成で放送を行っている。従って東海地区ラジオ局では巨人戦中継の割合が一番多い（他局は中日vs巨人戦=ホーム・ビジターとも、あるいは中日戦が雨天中止やデーゲームなどでナイターが行えない日のサブカードで放送されるので放送試合数は限られる）。このため、テレビ東京の巨人戦が増える前のテレビでは中日戦中心、ラジオは巨人戦中心という現象が生じていた。
また、地元である長良川球場で巨人がホームゲームを行う場合、中継そのものはラジオ日本が主導となって制作し、試合の主催は読売新聞社・報知新聞社・日本テレビだが、後援として中京テレビ放送・岐阜新聞社・岐阜放送が名を連ねている。
RFが中日主催の試合を中継する場合には、CBCラジオ制作（2014年度までは裏送り、2015年度は放送実績なし。裏送り時代は実況はCBCの解説者・アナウンサーが担当するが、レポーターはRFのアナウンサーが出演）となるものの、GBSでは放送されず独自の音楽番組（後述）を放送していた。
1990年代に長良川球場で広島東洋カープ主催の中日戦が開催された際には、年度によってCBC裏送りの中継がGBSにネットされたり、RFが直接乗り込み、GBSの技術協力および自社でのネット受けで放送されたりした。
2008年度より岐阜ラジオの愛称が「ぎふチャン」に改められたこと（2007年11月制定）に当たり、番組タイトルから局名を外した『ダイナミックナイター』に変更。ジングルも2007年まで使用していたものから「岐阜ラジオ」の部分を取り除いて使用、その後は改めて「ぎふチャン」が入ったものに差し替えている。
なお、巨人は2007年以後段階を追って土曜日・日曜日・祝日にデーゲームをホーム・ビジターを問わず頻繁に開催するようになったが、このうち巨人主催ホームゲームのデーゲームは、2009年から2014年まではRFから裏送りで生中継されていた。これは、RFがこの時間に行っている競馬実況中継をGBSはネット受けしていないためである。RFはナイター枠で撮って出しで中継するため、GBSのナイター枠は『ダッシュ一番歌謡曲』等自社制作番組を放送していた。なお、これらの事情により、特に土日の巨人主催のデーゲームは、全国で唯一、ぎふチャンだけが生放送で中継するというケースもあった（特にヤクルト戦やDeNA戦）。なお2015年度からは土日のRFのデーゲーム中継自体が廃止されている。
また、CBCラジオは2010年度から、東海ラジオは2011年度（日曜は2010年度）から、土曜・日曜において中日がデーゲームを行った場合のナイター中継を行わない方針となったため、GBSは中京圏で唯一、土・日のナイターの定時放送枠を維持するラジオ局となったが、GBSも2017年から土・日のナイターの放送を取りやめた。
2016・2017年度は、RFラジオ日本とTBSラジオの提携が本格的に再開され、TBSラジオをキー局とするJRNの加盟各局との相互連携により、巨人戦は主催・ビジターを問わず年80試合以上が放送されたが、中日主催試合の放送については従来通り放送されなかった。また、ラジオ日本とCBCラジオの双方がJRN本番カードとしての巨人ビジターゲーム中継をネット受けする場合も、原則としてぎふチャンへはネットされなかった。
中日が関与しない巨人主催試合やDeNA主催の巨人戦でも時折RFとTBS-JRNが別制作することがあるが、この場合GBSがそのままRFからネット受けするか、CBCとの競合時と同様にレインコート番組を放送するかはその時々により異なった。
2018年は、ぎふチャンへの中日新聞の資本参加、TBSラジオの野球中継撤退などの諸情勢の変化から、中日が関与する試合についてもCBC制作分を含めて放送されることになった。しかしラジオ日本やラジオ関西が中継する試合をぎふチャン独自番組に差し替えを行う試合も引き続きあるため、中継試合はRFやCRKより少ない33試合にとどまることとなる。タイムテーブル上でも差し替え番組にあたる『Nine oh! for you』の方が定時番組扱いとなり、本番組は事実上特別番組扱いとなった。
2019年についても引き続き2018年と同様の体制となるが、ラジオ日本やラジオ関西が中継する試合をぎふチャン独自番組に差し替えを行う試合も引き続き設定されるため、中継試合は28試合となる。
2020年は2019年コロナウイルス感染症による影響でプロ野球開幕が遅れることになり、本来開幕戦をネットする予定だった3月20日・5月9日はラジオ日本から『麻布台スタジアム』をネットしたが、それ以外は試合開催の可能性がなくなった時点で順次『ナイタースタジオ特集』の各番組に変更している。
この2021年以後はRFのナイターは巨人が東京ドームで主管する試合も一部試合が放送されなくなったため、放送本数はさらに減少し続けている（中継試合の一部試合でネット受けを行わずローカル番組を放送する状況も継続）。
2025年については火・水曜の中継予定がなく、木・金曜のみの14試合を中継予定となっている。

### NPB以外の野球中継
2013 ワールド・ベースボール・クラシックについてはラジオ日本での中継は行われなかったが、東海ラジオやCBCラジオがネット受け（前者はニッポン放送・後者はTBSラジオ）を含めて中継しなかったため、GBSがニッポン放送からのネット受けで放送したが（国内で行われた試合のみ）、2017年大会は東海ラジオへのネットへ変更された。一方、2025年には3月18日・19日に行われるMLB東京シリーズ2025について、『メジャーリーグ実況中継』と題し、東海ラジオと並列の形でニッポン放送の中継をネットしている。
プロ野球中継以外に、都市対抗野球大会に岐阜県勢（西濃運輸硬式野球部など）が出場する場合、GBSはナイターの時間帯に『都市対抗野球大会実況中継』と題し、岐阜県勢の試合中継を放送する場合がある（実況はRFのアナウンサー、もしくは関東を活動拠点とするフリーアナウンサーが起用される）。

### 制作担当局（2016・2017年）
| 地域（球団）／曜日         | 火・水・木               | 金                       |        |     |
| 基本系列                   | JRN                      | JRN                      | JRN    | JRN |
| 北海道（日）               | HBC                      | HBC                      |        |     |
| 宮城（楽）                 | TBC                      | TBC                      |        |     |
| 関東（巨・ヤ・横・西・ロ） | RF/TBS                   | RF/TBS                   |        |     |
| 東海（中）                 | 中日主催試合の放送はなし | 中日主催試合の放送はなし |        |     |
| 関西（神・オ）             | ABC/RF                   | MBS/RF                   | MBS/RF |     |
| 広島（広）                 | RCC                      | RCC                      |        |     |
| 福岡（ソ）                 | RKB                      | RKB                      |        |     |
| -------------------------- | ------------------------ | ------------------------ | ------ | --- |

1. ↑  土・日の当該ホームゲームのナイターはLF-MBSライン予備兼用となり、LF（ニッポン放送）も加えた変則ネットになることがある。
2. ↑  水・木・金の場合、TBCは自社放送分をNRNネットとするため裏送りとなる。
3. ↑  ヤクルト主催試合の放送はできない（日本シリーズおよび本拠地球場開催のオールスターゲームを除く。ヤクルトのビジターゲームは放送可能）。
4. 1 2  TBSは巨人、在阪2局は阪神の試合を優先するため、DeNA・ロッテ・西武が主催する試合は、全国ネット本番となることが多い対巨人戦と在阪局が自社制作を見送った場合の阪神戦を除いて、裏送り供給や予備待機を兼ねた素材収録・取材のみとなる試合が多い。
5. ↑  日本ハム・ソフトバンク主催試合が関東で開催された際は、HBC・RKBが乗り込むかTBSに委託するかはその時々により異なるが、日本ハム戦の場合は関東圏在住のHBC解説者が出演することがある。また楽天主催試合が関東で開催された際は、自社で放送する火曜日はTBCが制作するが、裏送りとなる水・木・金曜はTBS（対日本ハム戦ではHBCの場合あり）に委託することがある。なお一部試合をRF制作によりJRN系列各局向けに放送する試合、およびTBS制作のものをRF・GBS・CRK（GBS・CRKは火-金曜のみ）に放送する試合があるが、平日はGBSとCBCがJRNナイターで同じカードを放送しないことを踏まえ、「巨人対中日」戦である時はJRNナイターをTBS制作（名古屋地区はCBCがネット）のみとし、GBS向けにはRFが別に制作したものを放送するため、RF制作がJRNナイターとなることはない。また、「ヤクルト対中日」の裏開催の巨人主催試合やDeNA・阪神主催の巨人戦がJRNナイターとなった場合にRFが別制作した場合も、同様にGBSではRF制作分を放送するが、まれに中日対巨人戦のJRNナイター時と同様に雨傘番組や特別番組に振り替えることがある。
6. ↑  中日主催試合はGBS向けには放送しない。またCBCラジオが中日戦以外のJRNナイターをRF・CRKに放送する場合も同様に予備カードからの昇格である場合も含めGBSに放送しないが、後者の場合、RFが同一カードを別制作した場合は編成によりRF制作分をGBSで放送することがある。
7. 1 2 3  過去にABC、RCC、RKB制作（または技術協力）でRF向け裏送りがあった
8. ↑  水 - 金の場合、RCCは自社放送分をNRNネットとするため裏送りとなる。

## 放送時間
- ダイナミックナイター：木曜日 - 金曜日 17:57 - 21:00（最大延長21:30） - 2013年までは月曜ナイター、2016年までは土・日曜ナイター、2024年までは火・水曜ナイターも中継していた。また2017年までは試合終了まで放送していた。
  - ナイター中止時、中継カードが無い場合は予備番組の項目を参照。
  - 試合が21:00までに終わらない場合、21:00から放送の『ミュージックスペース』を短縮もしくは休止して対応[14]するため、『ぬくもり On Time』以後は通常放送[15]。
  - ナイターオフ編成中（10月 - 3月）の試合（開幕直後や消化試合）についても、この期間にラジオ日本が巨人戦の野球中継に差し替えた場合にはそのままネット受けし、ナイター中継が行われる場合がある。

- エキサイトスタジアム（過去）：土曜日 - 13:55 - 17:00、日曜日 13:55 - 16:00（土曜・日曜とも延長なし） - 2011年までは平日デーゲームも中継していた。2012年は土・日のみとなるうえ、BOAT RACEライブがある場合はネットしないようになった。2014年度限りで廃止。

### 予備番組
| 曜日 | RFで元から放送予定がない場合                                                                                       | ぎふチャンの都合で中継を編成しない日 | 放送予定試合が中止になった場合                |
| ---- | --- | ------------------------------------ | --------------------------------------------- |
| 木曜 | 17:57 - 18:00 インフォメーション 18:00 - 20:30 KOBE JAZZ-PHONIC RADIO 20:30 - 21:00 レコードアーカイブス           | （未定）                             | 予備試合 または17:57 - 21:00 麻布台スタジアム |
| 金曜 | 17:57 - 18:00 インフォメーション 18:00 - 20:30 アナログ・コネクション 20:30 - 21:00 カントリーミュージックトラベル | （未定）                             | 予備試合 または17:57 - 21:00 麻布台スタジアム |

※2025年分。
2011年以後はRF側の方針で、巨人が絡まない試合（『ラジオ日本マリーンズナイター』として放送する試合は除く）、および巨人戦であっても週末のビジター試合の放送が基本的に行われなくなったため、予備番組（RFからのラインネット）を放送する頻度が高くなっていた。また2012年から平日が祝日と重なった場合の巨人戦デーゲーム開催日のRFからの裏送り生放送は実施されなくなり、その場合は録音ナイターか、予備番組を組むかのどちらかになっていた。また2014年からの月曜日には、RFの中継有無にかかわらずGBSでの野球中継は行われないことになった。
2014年度の平日のナイター中継がない日に放送された『麻布台スタジアム』は、ナイターが元からない日は「激闘!麻布台スタジアム」、ナイター予定日の放送予定カードが全て中止となった場合は「ジャイアンツナイター・麻布台スタジアム」と改題されるが、パーソナリティー（前者は曜日固定、後者はRFのスポーツアナウンサー持ち回り）を除けば内容・企画趣旨は全く同じであった。
なお2015年度以降は、巨人主管試合のデーゲーム開催日におけるRF制作の録音ナイターと、事前のぎふチャン向け裏出し生中継が廃止されたために『エキサイトスタジアム』は廃止され、巨人デーゲーム開催日はほぼすべてでRFからネットする予備番組を放送。また巨人ビジターカードも放送がなく、RFからのネット番組を編成することが増えていた。さらに、巨人の絡まない試合（『ラジオ日本マリーンズナイター』など）のネットも取りやめとなり、RFが巨人戦以外の試合を中継する場合には、中日主管試合放送時に準じて『ダッシュ一番歌謡曲』に差し替えていた。
2016年度・2017年度はRFはJRNと提携した中継となったが、本番カードが中止となりRFでJRNの予備カードが放送される場合や、RFがCBCと同じ試合をネットする場合もぎふチャンへはネットされなず独自番組『GO! GO! ミュージックナイター』を編成した。
2017年以降はGBSにおいて週末のナイター中継を取りやめたため、RFが週末にナイター中継を行う場合にも独自番組に差し替ええていた。
2018年以降は中継が元からない平日にはRFからのラインネット（2017年時点では『60TRY部』）とせず、独自編成に差し替えることになった。
2023年は木曜と金曜をRFからのラインネット（2023年時点ではラジオ関西からのネット番組）に戻しているが、稀にナイターのネットをせず独自番組に差し替えることがある。
2024年は火・水曜もRFからのラインネットに戻したが、ナイターのネットをしない日も引き続き設定され、この場合はかしわプロダクション制作の番組を1時間×3番組放送する。
前述の通り、2025年は火・水曜の中継は設定されず、ローカル番組『1スタは!? 夜もZawaZawa』など自主編成となる。
土日は2021年まで18:55 - 19:00の岐阜新聞ニュースを除き、ナイターがない場合はRFからこの時間帯のすべてのラインネット番組を放送していた。